# Élections législatives iraniennes de 2012
Les élections législatives iraniennes de 2012 ont eu lieu le 2 mars 2012 et le 4 mai 2012. Le processus d'enregistrement des candidats pour pouvoir postuler aux législatives a commencé le 24 décembre 2011.
L'opposant Mehdi Karoubi dénonce ces élections qu'il considère comme factices en déclarant : « Les autorités veulent rééditer ce qu'elles ont fait lors de l'élection présidentielle de 2009 en disqualifiant les candidats (...), en bourrant les urnes avec de faux bulletins et en créant une atmosphère de peur à travers le pays ». Depuis les élections de 2009, le pouvoir iranien pèse régulièrement sur la presse dans le cadre des élections, en arrêtant de façon arbitraire des journalistes ; en 2012, 63 journalistes au moins, dont Marzieh Rasouli, étaient incarcérés sous la base d'accusations diverses (création de réseaux secrets à des fins de propagande, diffusion d'informations classifiées, collaboration avec des médias étrangers interdit ou avec des services de renseignement, etc).
Environ 3 400 candidats sont en lice pour ce scrutin, l'élection est boycottée par les principaux mouvements de l'opposition réformatrice pour protester contre la répression qui a eu lieu après l'élection présidentielle de 2009,. Le taux de participation serait supérieur à 60 % alors que 48 millions de personnes étaient appelées à participer.
Les ultraconservateurs proches du guide suprême sont finalement les grands gagnants du scrutin.
Pour le second tour, 65 des 290 sièges du Majlis sont à pourvoir. Les réformateurs n'obtiennent que deux sièges au second tour, ayant ainsi 21 sièges dans le nouveau Majlis contre 60 dans l'Assemblée sortante. Les deux principales alliances conservatrices en compétition, le Front uni des conservateurs (anti-Ahmadinejad) et le Front de la persistance de la révolution islamique (pro-Ahmadinejad), emportent quant à eux 44 sièges au second tour.

## Résultats
- Conservateurs : 59,7 %
- Réformistes : 35,5 %
- Minorités religieuses : 2,1 %
- Indépendants : 2,5 %